# IPod Hi-Fi

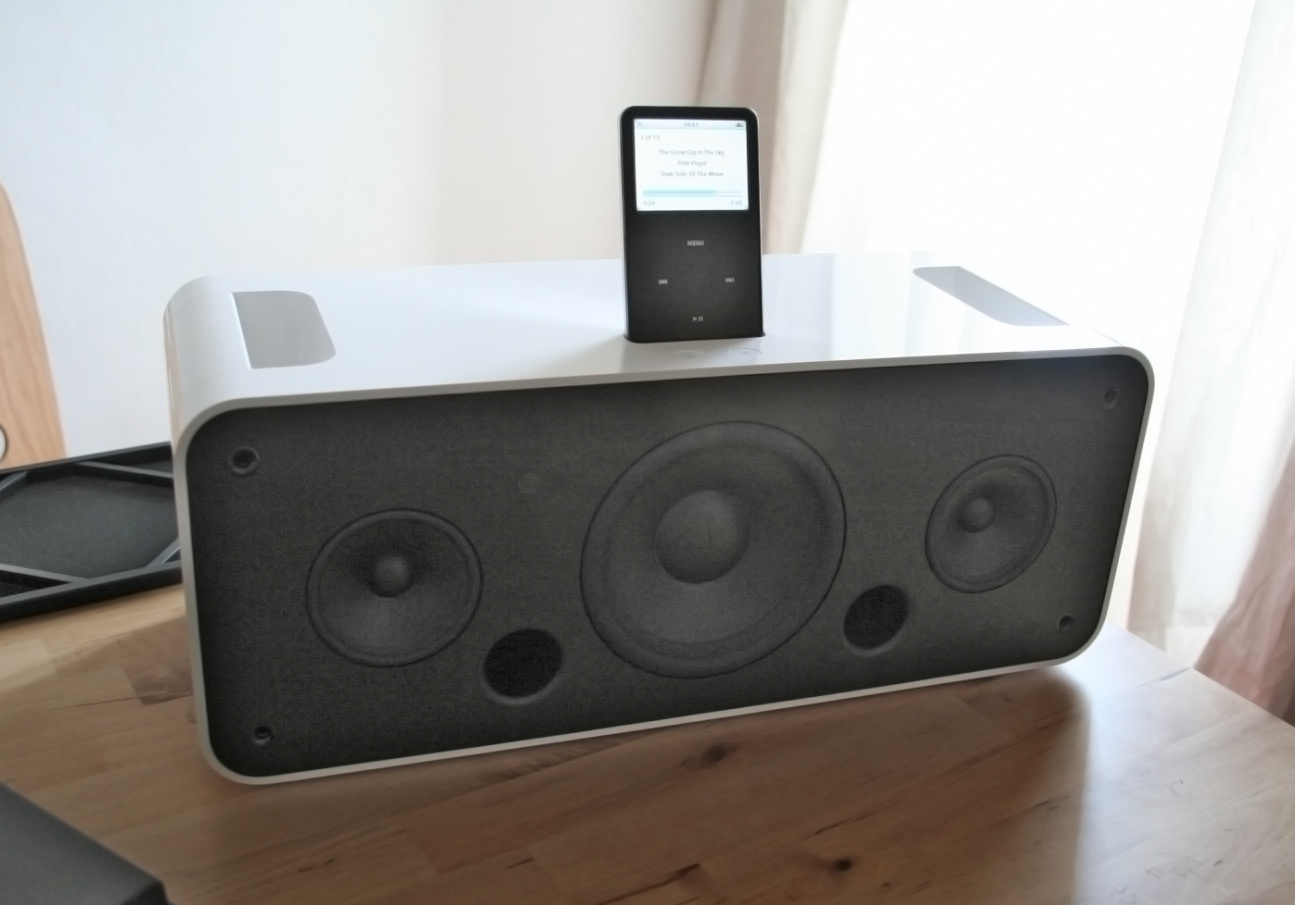
IPod Hi-Fi

iPod hifi je stereo systém reproduktorů, který byl vyvinut a prodáván společností Apple Inc. Reproduktory byly představeny 28. února 2006 pro použití se zařízeními iPod Apple prodával svoje reproduktory za cenu 349 $, cena byla neměnná až do ukončení prodeje 5. září 2007.